# Krzysztof Gradowski
Krzysztof Gradowski (ur. 26 czerwca 1943 w Krakowie, zm. 22 czerwca 2021) – polski reżyser i scenarzysta filmów dokumentalnych, fabularnych i animowanych, działacz Stowarzyszenia Autorów ZAiKS, członek Polskiej Akademii Filmowej.

## Życiorys
W 1966 ukończył studia na Wydziale Reżyserii Państwowej Wyższej Szkoły Filmowej, Telewizyjnej i Teatralnej im. Leona Schillera w Łodzi, a w 1967 otrzymał dyplom. Po studiach podjął pracę w warszawskiej Wytwórni Filmów Dokumentalnych (WFD).
W latach 1991–1996 pełnił funkcję przewodniczącego Korporacji Reżyserów Filmowych i Telewizyjnych. Był członkiem Koła Realizatorów Filmów dla Dzieci i Młodzieży Stowarzyszenia Filmowców Polskich w Warszawie, od 2006 wiceprzewodniczącym Sekcji Autorów Dzieł Filmowych i Telewizyjnych Stowarzyszenia Autorów ZAiKS.
Krzysztof Gradowski jest bohaterem zrealizowanego przez Juliana Józefa Antonisza filmu pt. Dokument animowany non camera, czyli reżyser Krzysztof Gradowski o sobie (1980).
Pochowany na cmentarzu Komunalnym Północnym na Wólce Węglowej w Warszawie (kwatera T-III-6-3-3).

## Filmografia

### Scenariusz
- Akt oskarżenia (1968)
- „Konsul” i inni (1970)
- Święty Mikołaj pilnie poszukiwany (1974)
- Dla dobra sprawy (1974)
- Dno (1976)
- Deja vu czyli skąd my to znamy (1977)
- Wakacje (1977)
- City (1978)
- Akademia druha Kieruzalskiego (1978)
- Order uśmiechu (1979)
- Wizyta – reportaż z kosmosu (1979)
- Ptaki i środki masowego przekazu (1981)
- Akademia pana Kleksa (1983)
- Bez pieniędzy czyli 24 godziny z życia Jana Himilsbacha (1984)
- Adaptacja. Gra planszowa dla wszystkich. (1984)
- Podróże pana Kleksa (1985)
- Pan Kleks w kosmosie (1988)
- Dzieje mistrza Twardowskiego (1995)
- Tryumf pana Kleksa (1999)

### Reżyseria
- Akt oskarżenia (1968)
- Polonez (1969)
- "Konsul" i inni (1970)
- Święty Mikołaj pilnie poszukiwany (1974)
- Dla dobra sprawy (1974)
- Obrazki z życia (1975)
- Dno (1976)
- Deja vu czyli skąd my to znamy (1977)
- City (1978)
- Akademia druha Kieruzalskiego (1978)
- Order uśmiechu (1979)
- Wizyta – reportaż z kosmosu (1979)
- Super strip-tease (1980)
- Z ostatniej chwili (1980)
- Ptaki i środki masowego przekazu (1981)
- Człowiek, który zatrzymał Anglię (1982)
- Akademia pana Kleksa (1983)
- Bez pieniędzy czyli 24 godziny z życia Jana Himilsbacha (1984)
- Adaptacja. Gra planszowa dla wszystkich. (1984)
- Podróże pana Kleksa (1985)
- Pan Kleks w kosmosie (1988)
- Dzieje mistrza Twardowskiego (1995)
- Tryumf pana Kleksa (1999)

### Występy w TV
- 1982: Przygrywka

## Odznaczenia
- Złoty Krzyż Zasługi – 2009
- Brązowy Medal „Zasłużony Kulturze Gloria Artis” – 2013
- Order Uśmiechu – 1987
- Odznaka honorowa Stowarzyszenia Autorów ZAiKS – 2009[8]

Źródło:.

## Nagrody
- Nagroda Wiceministra Kultury i Sztuki i Nagroda „Filmu” na Festiwalu Etiud PWSFTviT w Warszawie za reżyserię etiudy filmowej Po wyroku – 1967
- „Brązowy Lajkonik” - nagroda na Ogólnopolskim Festiwalu Filmów Krótkometrażowych w Krakowie za film dok. „Konsul” i inni – 1971
- Nagroda specjalna Złota Kaczka za film dok. „Konsul” i inni – 1971
- Wyróżnienie Jury Katolickiego Międzynarodowego Festiwalu Filmów Krótkometrażowych w Oberhausen za film dok. Zanik serca – 1973
- Wyróżnienie na Festiwalu Filmów Morskich w Szczecinie za film anim. Dno – 1976
- Nagroda CIDALC (Komisji UNESCO ds. Rozpowszechniania Sztuki i Literatury przez Film) na Międzynarodowym Festiwalu Filmów Krótkometrażowych w Krakowie za film anim. Porozumienie – 1978
- Nagroda Prezesa Rady Ministrów za twórczość dla dzieci za film Akademia pana Kleksa – 1984
- „Złoty Talar” - nagroda OPRF „Polkino” na FPFF w Gdańsku za najbardziej frekwencyjny film sezonu za film Akademia pana Kleksa – 1984
- „Poznańskie Koziołki” dla najlepszego filmu aktorskiego i Nagroda Jury Dziecięcego „Marcinek” na Międzynarodowym Festiwalu Filmów Młodego Widza „Ale Kino!” w Poznaniu za film Akademia pana Kleksa – 1984
- Syrenka Warszawska (nagroda Klubu Krytyki Filmowej SDP) wyróżnienie w kategorii filmu fabularnego - za film Akademia pana Kleksa – 1984
- Nagroda Jury Dziecięcego i nagroda specjalna jury MFF w Moskwie za film Akademia pana Kleksa – 1985
- Nagroda Specjalna Jury Międzynarodowy Festiwal Filmów dla Dzieci w Chicago za film Akademia pana Kleksa – 1985
- „Złoty Żagiel” - nagroda na Festiwalu Filmowym „Ludzie i Morze” w Gdańsku - Gdyni - Sopocie za film Podróże pana Kleksa – 1986
- Nagroda Przedsiębiorstwa Dystrybucji Filmów na Lubuskim Lecie Filmowym w Łagowie za film Podróże pana Kleksa – 1987
- Wyróżnienie na Międzynarodowym Festiwalu Filmów dla Dzieci „Schlingel” w Chemnitz za film Tryumf pana Kleksa – 2002
- Nagroda Jury Dziecięcego Tarnowskiej Nagrody Filmowej za film Tryumf pana Kleksa – 2007
- Platynowe Koziołki 32. Międzynarodowego Festiwalu Filmów Młodego Widza Ale Kino! w Poznaniu – 2014
- Nagroda 100-lecia ZAiKS-u – 2019[4]

Źródło:.